# Rio Kotui

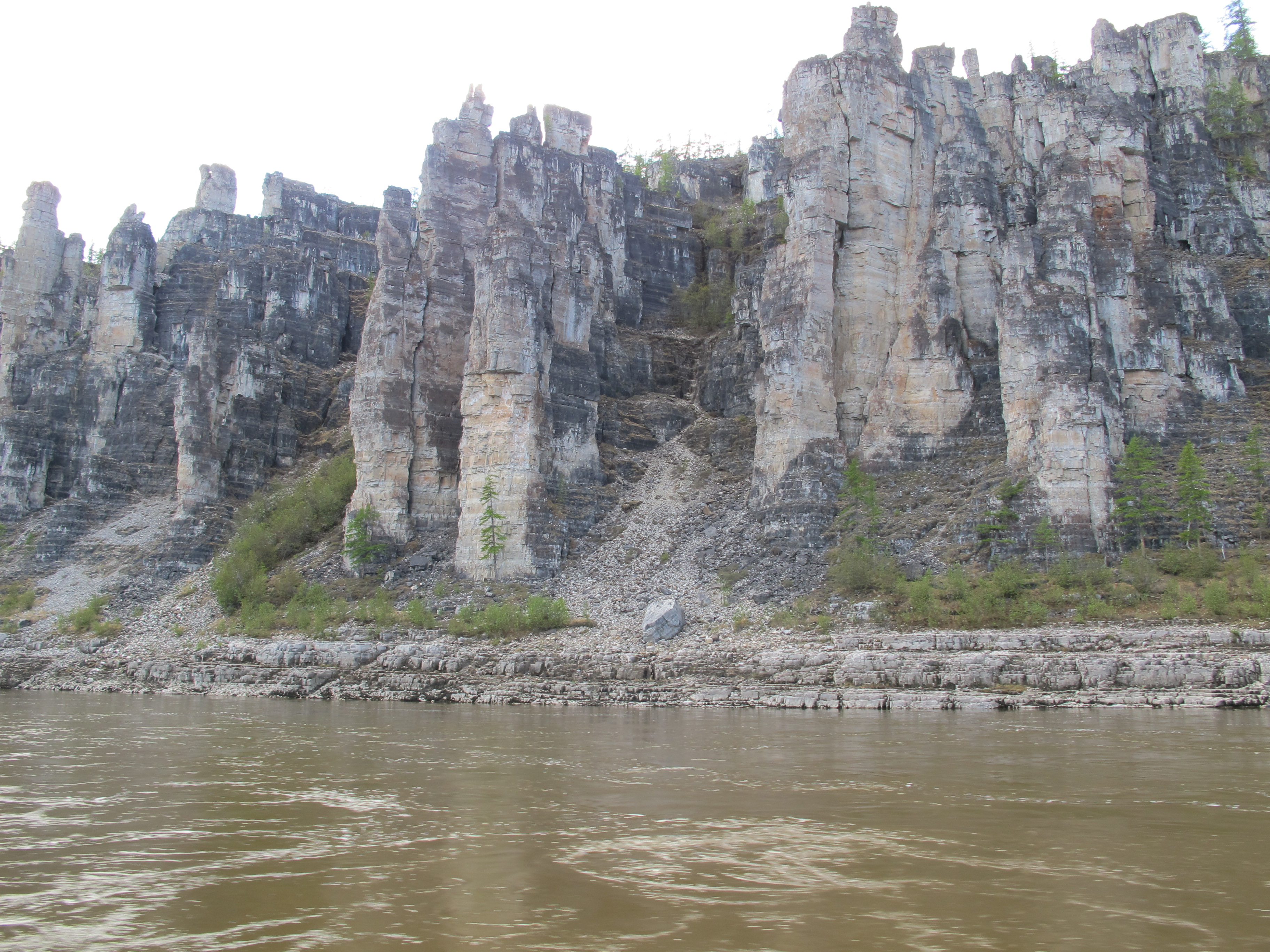
O penhasco no rio Kotui

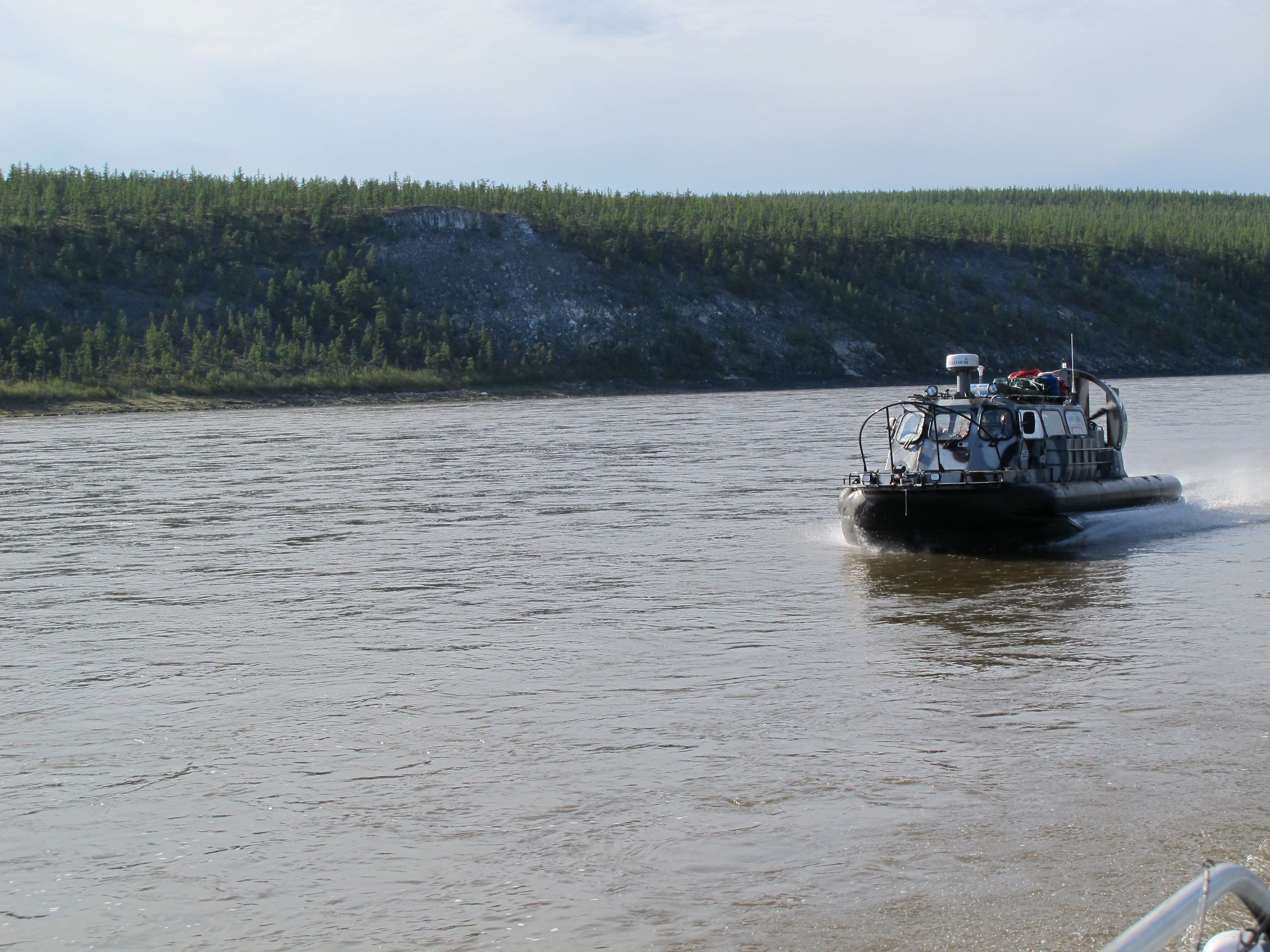
Cortador de hovercraft Hivus-10 no rio Kotui

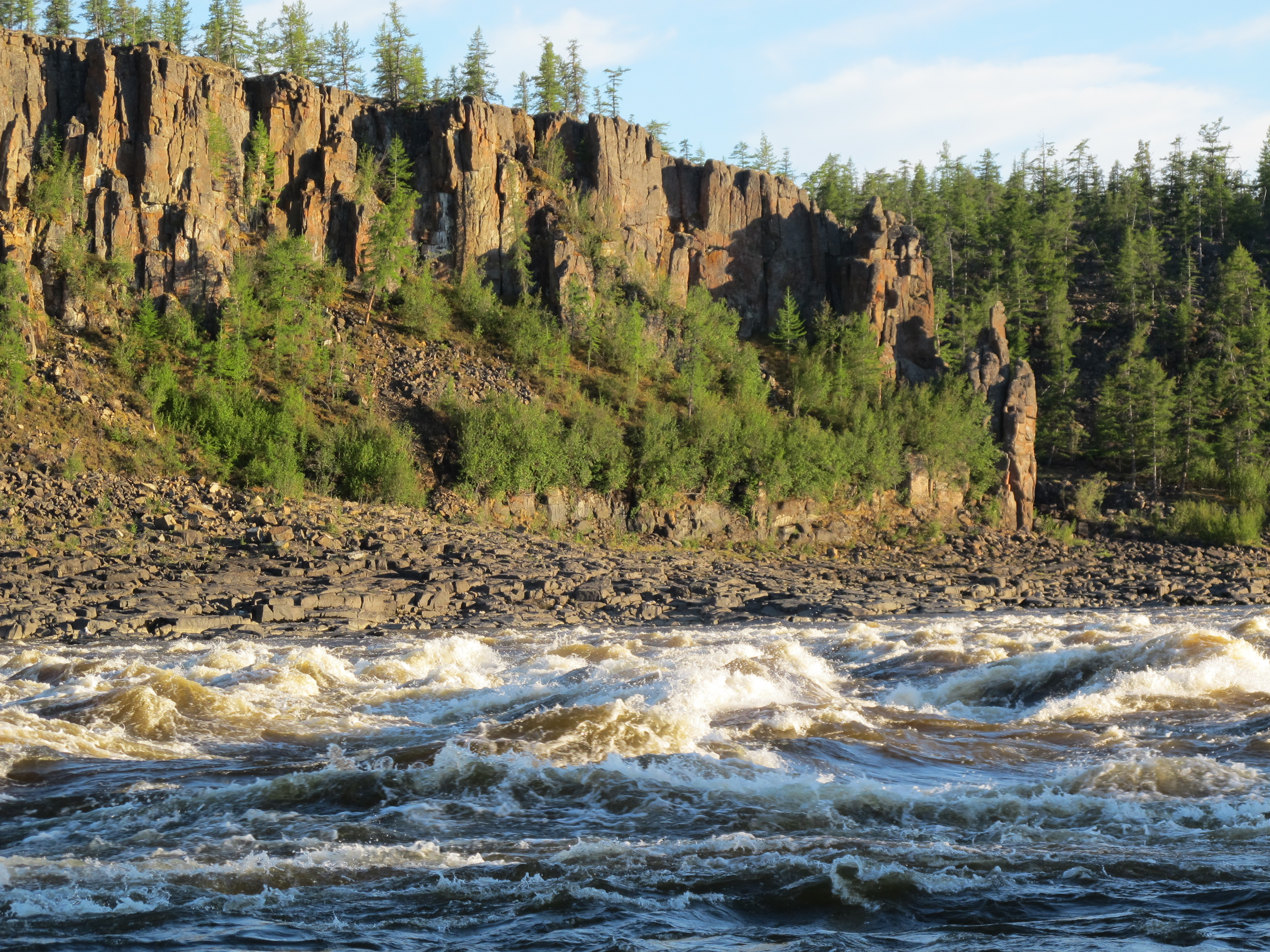
Corredeiras no rio Kotui

O rio Kotui(em russo:  Котуй) é um rio do Krai de Krasnoyarsk na Rússia, e que é um dos dois rios cuja confluência se torna o rio Khatanga. Tem 1409 km de comprimento, e drena uma bacia de 176.000 km² de área.